# Väike-Maarja vald
Väike-Maarja vald er en administrativ enhed i Lääne-Virumaa i Estland, som har 5.782 indbyggere pr. 1. januar 2020 og en udstrækning på 682,46 km². Der er fire lidt større byer Kiltsi, Simuna, Rakke og Väike-Maarja (sidstnævnte er det administrative centrum) samt en række landsbyer. Sammenlagt med Rakke kommune ved kommunalreformen i 2017, hvor 79 kommuner bestod efter at 185 kommuner blev sammenlagt til 51 og 28 kommuner forblev selvstændige.